# Chandelle (aviation)
Pour les articles homonymes, voir Chandelle.

Figure de la chandelle

En aviation, la chandelle est une manœuvre de pilotage qui consiste à effectuer une montée rapide utilisant l'énergie cinétique qui est convertie en altitude, associée ou non à un virage. Le mot vient de l'expression « monter en chandelle » utilisée en combat aérien lors la Première Guerre mondiale pour une montée à la verticale afin d'échapper ou de faire face à un ennemi. 
En voltige aérienne, c'est le moment où l'avion cabre jusqu'à environ 70 ou 80°, notamment lors de la figure du renversement. Cependant la chandelle n'est pas au catalogue Aresti des figures de voltige, ce qui fait qu'elle n'a pas de définition précise. Elle fait partie des manœuvres autorisées pour tout avion certifié en catégorie normale (jusqu'à 60° d'inclinaison) ou en catégorie utilitaire (jusqu'à 90°). 
En vol à voile, c'est la manœuvre par laquelle le planeur se met en spirale à l'entrée d'une ascendance thermique pour gagner le plus d'altitude possible.
Pour les pilotes de ligne, aux États-Unis et dans d'autres pays, la chandelle est un exercice faisant partie de la formation, combinant à un virage de 180° et une montée à une assiette ne dépassant pas celle permettant le vol en palier à un angle d'incidence proche du décrochage.